# رزم‌ناو فرانسوی دوپلیکس
رزم‌ناو فرانسوی دوپلیکس (به انگلیسی: French cruiser Dupleix) یک کشتی بود که طول آن ۱۹۶ متر (۶۴۳٫۰۴ فوت) بود. این کشتی در سال ۱۹۳۰ ساخته شد.